# Krążowniki lekkie typu Cöln
Krążowniki lekkie typu Cöln – typ niemieckich krążowników lekkich (według oryginalnej nomenklatury małych krążowników – kleine Kreuzer), ostatnich, które weszły do służby w Kaiserliche Marine przed końcem I wojny światowej. Ich projekt był lekko zmodyfikowaną wersją wcześniejszego typu Königsberg. Początkowo planowano budowę dziesięciu jednostek, ukończono jedynie dwie: „Cöln” i „Dresden”. Pięć innych zostało zwodowanych, ale ich nie ukończono: „Wiesbaden”, „Magdeburg”, „Leipzig”, „Rostock” i „Frauenlob”. Położono stępki dalszych trzech: „Ersatz Cöln”, „Ersatz Emden” i „Ersatz Karlsruhe (A)”.
„Cöln” i „Dresden” dołączyły do Hochseeflotte w 1918 roku, przez co ich służba była krótka. Zostały przydzielone do 2. Grupy Rozpoznawczej i uczestniczyły w przerwanej operacji floty w pobliżu Norwegii mającej na celu zniszczenie brytyjskiego konwoju. Miały także prowadzić siły niemieckie do decydującej bitwy floty niemieckiej z Grand Fleet w ostatnich dniach wojny, ale bunt w Wilhelmshaven spowodował przerwanie i tej akcji. Oba krążowniki zostały internowane w Scapa Flow i 21 czerwca 1919 roku zatopione przez własne załogi. Ich wraki pozostały na dnie brytyjskiej bazy.

## Projekt
Do 1916 roku trzynaście niemieckich krążowników lekkich zostało utraconych w działaniach I wojny światowej. By je zastąpić, Kaiserliche Marine zamówiła dziesięć nowych krążowników według zmodyfikowanego projektu typu Königsberg. Już 23 lutego 1915 roku kierujący Urzędem Marynarki Rzeszy (RMA) admirał Tirpitz zwrócił się do cesarza Wilhelma II o wyrażenie zgody na zamówienie krążowników według ulepszonego projektu z 1914 roku. Nietypowo dla marynarki niemieckiej, na podstawie samej ustnej zgody cesarza zamówiono w kwietniu 1915 roku budowę pierwszych sześciu okrętów, a w sierpniu dalszych czterech, natomiast formalnie cesarz zaaprobował zamówienie dopiero 14 grudnia 1915 roku. Stępki pierwszych czterech jednostek zostały położone w sierpniu 1915 roku, dalszych trzech do końca roku i ostatnich w 1916 roku. „Cöln” został zbudowany w stoczni Blohm & Voss w Bremie. „Wiesbaden” i „Rostock” były budowane w AG Vulcan w Stettin (Szczecin), a „Leipzig”, „Ersatz Cöln” i „Ersatz Emden” zostały zamówione w stoczni AG Weser w Bremie. „Dresden” i „Magdeburg” były budowane w stoczni Howaldtswerke w Kilonii, podczas gdy „Frauenlob” i „Ersatz Karlsruhe (A)” budowano w Kaiserliche Werft w Kilonii.
Konstrukcja okrętów była rozwinięciem wcześniejszego typu Königsberg. Wśród zmian, pozytywnie wpływających na odporność okrętów, był podział kotłowni na pięć zamiast czterech przedziałów wodoszczelnych, oraz rezygnacja z przedziałów podwodnych wyrzutni torped na rzecz dodatkowej pary wyrzutni na pokładzie. Zastosowano przy tym potężniejsze torpedy kalibru 60 cm zamiast 50 cm oraz zwiększono o jedno liczbę dział przeciwlotniczych 8,8 cm. Zwiększono też liczbę kotłów opalanych paliwem płynnym w stosunku do kotłów węglowych.
„Cöln” i „Dresden”, jedyne dwa ukończone okręty, zostały zwodowane odpowiednio 5 października 1916 i 25 kwietnia 1917 roku. „Wiesbaden” został zwodowany 3 marca 1917 roku i wymagał około 5 miesięcy prac do ukończenia, gdy kontrakt na budowę został anulowany w grudniu roku 1918. „Magdeburg” został zwodowany 17 listopada 1917 roku i był o dziewięć miesięcy prac stoczniowych od wejścia do służby, gdy kontrakt anulowano. „Leipzig” został zwodowany 28 stycznia 1918 roku, a budowę anulowano siedem miesięcy przed ukończeniem. „Rostock” zwodowano 6 kwietnia 1918 roku i także dzieliło go siedem miesięcy prac od ukończenia. „Frauenlob”, ostatni zwodowany okręt tego typu, został spuszczony na wodę 16 września 1918 roku, około trzynastu miesięcy od zakończenia prac. Budowa pozostałych trzech okrętów została anulowana, gdy nadal znajdowały się na pochylniach.

## Ogólna charakterystyka i maszynownia
Okręty tego typu miały długość 149,8 m na konstrukcyjnej linii wodnej i 155,5 m długości całkowitej. Miały szerokość 14,2 m i zanurzenie 6,01 m na dziobie oraz 6,43 na rufie przy wyporności pełnej równej 7486 ton. Jednostki miały projektowaną wyporność konstrukcyjną 5620 ton. Ich kadłuby zostały zbudowane przy użyciu wzdłużnych wręg stalowych. Podzielono je na dwadzieścia cztery przedziały wodoszczelne, a podwójne dno zostało zastosowane na 45% długości stępki. Okręty miały załogi składające się z 17 oficerów oraz 542 podoficerów i marynarzy. Były wyposażone w szereg łodzi pokładowych, w tym między innymi jeden barkas, jeden kuter i dwie tratwy. Podobnie jak wcześniejsze typy lekkich krążowników, były uważane przez dowództwo Kaiserliche Marine za udane. Okręty miały dobre własności manewrowe i mały promień skrętu, okupiony jednak znaczną – do 60% – utratą prędkości przy pełnym wychyleniu steru.
Siłownia okrętów składała się z dwóch zespołów turbin parowych typu Marine, zasilanych przez 14 kotłów parowych. Spośród kotłów, osiem typu Marine było opalanych węglem, a sześć podobnych było opalanych paliwem płynnym (były one rozmieszczone w pięciu przedziałach, mieszczących na przemian dwa kotły na paliwo płynne lub cztery węglowe). Turbiny napędzały parę trójpłatowych śrub napędowych o średnicy 3,5 metra. Siłownia miała łączną projektowaną moc na wałach 31 000 KM, co miało przekładać się na prędkość maksymalną równą 27,5 węzła. Na próbach „Cöln” osiągnął 48 708 KM i prędkość maksymalną 29,3 węzła, zaś „Dresden” przy mocy 49 428 KM osiągnął prędkość 27,8 węzła. Ładownie węglowe miały standardową pojemność 300 ton, na okręt można było załadować maksymalnie do 1100 ton węgla. Paliwa płynnego początkowo było 200 ton, zapas można było zwiększyć do 1050 ton. Przy prędkości ekonomicznej 12 węzłów „Cöln” miał zasięg około 6000 mil morskich, natomiast „Dresden” mógł przepłynąć z tą samą prędkością 5500 mil morskich. Przy prędkości 25 węzłów zasięg znacznie spadał, do 1200 mil morskich. Instalacja elektryczna o napięciu 220 V była zasilana przez dwa turbogeneratory i jeden generator dieslowski, ich łączna moc wynosiła 300 kW. Sterowanie odbywało się za pomocą jednego dużego steru.

## Uzbrojenie i opancerzenie
Okręty były uzbrojone w osiem dział 15 cm SK L/45 na pojedynczych podstawach. Dwa działa były umieszczone obok siebie na przednim pokładzie, cztery były ulokowane na śródokręciu – po dwa na burcie, dwa w superpozycji na rufie. Na „Cölnie” dwa dziobowe działa były ustawione na pokładzie nadbudówki, podczas gdy na reszcie okrętów umieszczono je jeden pokład niżej – na pokładzie górnym. Działa te strzelały pociskami o wadze 45,3 kg z prędkością wylotową 820 m/s. Przy maksymalnym kącie podniesienia 30° miały donośność 17 600 m. Okręty posiadały zapas 1040 pocisków, po 130 na działo. Przewidziano w projekcie trzy działa przeciwlotnicze 8,8 cm L/45 zamontowane na śródokręciu za kominami, lecz prawdopodobnie tylko „Cöln” otrzymał komplet (jedno z nich zostało zdemontowane w 1918 roku), a faktycznie z powodu niedoborów dział montowano je po dwa. Strzelały pociskami o masie 10 kg z prędkością wylotową 750 – 770 m/s. Okręty były także wyposażone w cztery (po dwie na burcie) zainstalowane na pokładzie na śródokręciu pojedyncze obrotowe wyrzutnie torpedowe kal. 60 cm z zapasem ośmiu torped. Wystrzeliwały one torpedy H/8. Okręty były także przystosowane do stawiania 200 min morskich (według innego źródła 120).
Okręty typu Cöln miały burtowy pas pancerny ze stali cementowanej Kruppa. Miał on 60 mm grubości na śródokręciu i 18 mm na dziobie. Rufa nie była chroniona przez pancerz. Pokład pancerny miał grubość 20 mm na rufie, 40 mm na śródokręciu i 60 mm na dziobie. Skośny pancerz o grubości 40 mm łączył pokład pancerny i pas pancerny. Wieża dowodzenia miała ściany o grubości 100 mm i dach o grubości 20 mm. Działa artylerii głównego kalibru były zabezpieczone tarczami pancernymi o grubości 50 mm.

## Jednostki[8][9]
| Nazwa                             | Budujący               | Położenie stępki | Wodowanie           | Ukończenie       | Los                                        |
| --------------------------------- | ---------------------- | ---------------- | ------------------- | ---------------- | ------------------------------------------ |
| „Cöln” („Ersatz Ariadne”)         | Blohm & Voss           | 1915             | 5 października 1916 | 17 stycznia 1918 | samozatopiony w Scapa Flow 21 czerwca 1919 |
| „Dresden” („Ersatz Dresden”)      | Howaldtswerke          | 1916             | 25 kwietnia 1917    | 28 marca 1918    | samozatopiony w Scapa Flow 21 czerwca 1919 |
| „Wiesbaden” („Ersatz Nürnberg”)   | AG Vulcan Stettin      | 1915             | 3 marca 1917        | —                | nieukończony, złomowany w 1920             |
| „Magdeburg” („Ersatz Magdeburg”)  | Howaldtswerke          | 1916             | 17 listopada 1917   | —                | nieukończony, złomowany w 1922             |
| „Leipzig” („Ersatz Leipzig”)      | AG Weser               | 1915             | 28 stycznia 1918    | —                | nieukończony, złomowany w 1921             |
| „Rostock” („Ersatz Mainz”)        | AG Vulcan              | 1915             | 6 kwietnia 1918     | —                | nieukończony, złomowany w 1921             |
| „Frauenlob” („Ersatz Königsberg”) | Kaiserliche Werft Kiel | 1915             | 16 września 1918    | —                | nieukończony, złomowany w 1921             |
| „Ersatz Cöln”                     | AG Weser               | 1916             | —                   | —                | nieukończony, złomowany w 1921             |
| „Ersatz Emden”                    | AG Weser               | 1916             | —                   | —                | nieukończony, złomowany w 1921             |
| „Ersatz Karlsruhe (A)”            | Kaiserliche Werft Kiel | 1916             | —                   | —                | nieukończony, złomowany w 1920             |

## Służba

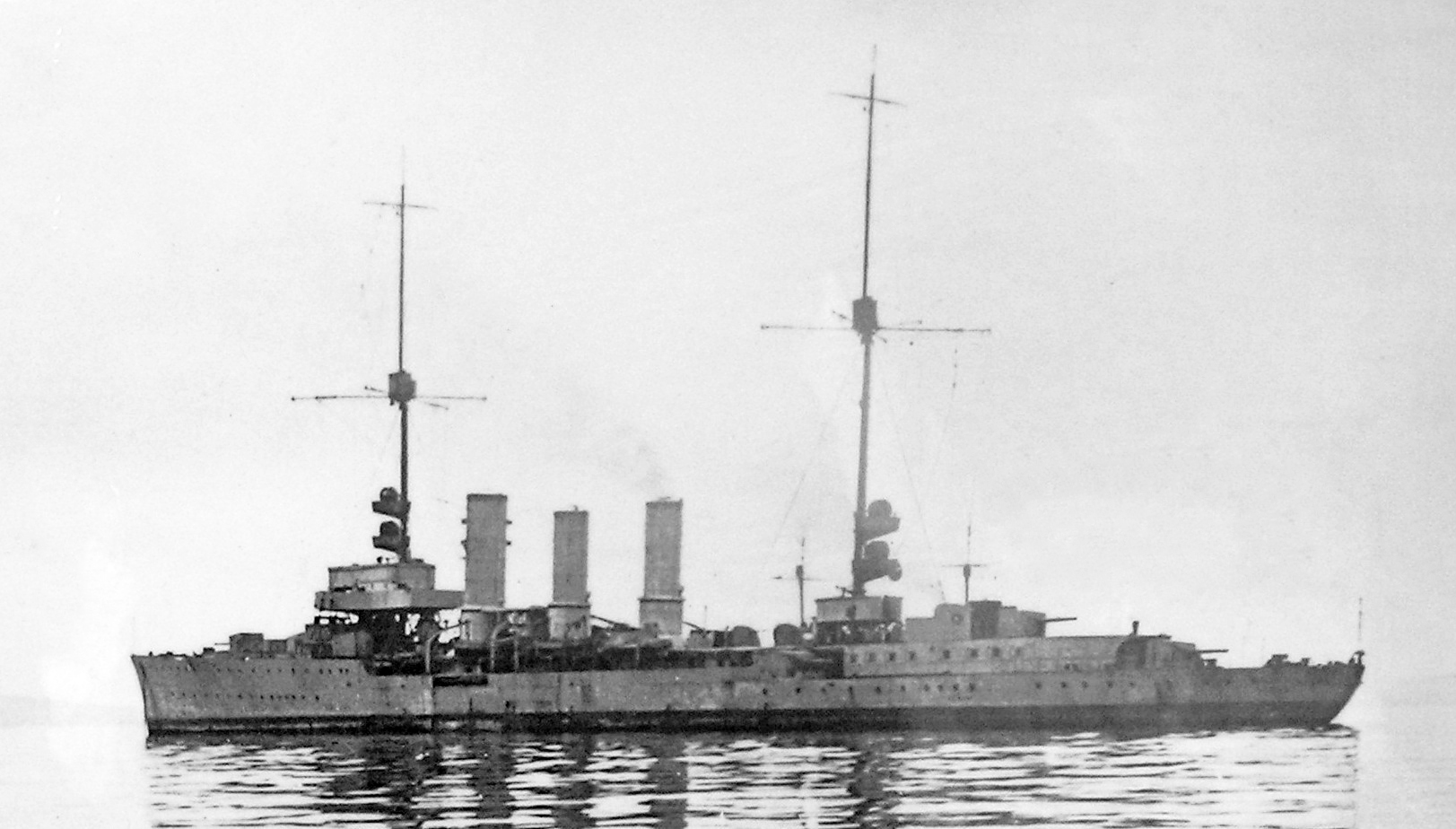
„Cöln” w Scapa Flow

Po wejściu do służby „Cöln” i „Dresden” dołączyły do Hochseeflotte. Zostały przydzielone do 2. Grupy Rozpoznawczej, wraz z krążownikami „Königsberg”, „Pillau”, „Graudenz”, „Nürnberg” oraz „Karlsruhe”. Okręty brały udział w operacji głównych sił floty w rejonie Norwegii w dniach 23-24 kwietnia 1918 roku. 1. i 2. Grupy Rozpoznawcze, wraz z 2. Flotyllą Torpedowców, miały zaatakować silnie broniony brytyjski konwój zdążający do Norwegii, reszta floty niemieckiej płynęła w odwodzie. Niemcom nie udało się zlokalizować konwoju, który w rzeczywistości przepłynął akwen na dzień przed wyjściem z portów floty niemieckiej. W rezultacie admirał Reinhard Scheer przerwał operację i zdecydował o powrocie do portu.
W październiku okręty 2. Grupy Rozpoznawczej miały prowadzić ostatni atak na brytyjską flotę. „Dresden”, „Cöln”, „Pillau” i „Königsberg” miały atakować statki handlowe w estuarium Tamizy, podczas gdy reszta Grupy miała bombardować cele lądowe we Flandrii, by odciągnąć brytyjską Grand Fleet. Dowódca floty, Großadmiral Reinhard Scheer, zamierzał nie zważając na ewentualne straty zadać jak najwięcej ciosów flocie brytyjskiej, by uzyskać lepszą pozycję negocjacyjną dla Niemiec. Rankiem 29 października 1918 roku został wydany rozkaz wypłynięcia z Wilhelmshaven następnego dnia. W nocy 29 października marynarze z pancernika „Thüringen”, a później z innych okrętów zbuntowali się przeciwko tej, w istocie samobójczej, misji. Niepokoje zmusiły Hippera i Scheera do anulowania operacji.
W czasie rewolty marynarzy „Dresden” otrzymał rozkaz przepłynięcia do Eckernförde. Następnie przeszedł do Swinemünde, gdzie załoga częściowo zatopiła okręt po usłyszeniu pogłosek, że obsadzone przez zbuntowanych marynarzy jednostki są w drodze, by zaatakować stacjonujące w porcie krążowniki. Po tym jak plotki te okazały się nieprawdziwe, krążownikowi przywrócono pływalność i wrócił do stanu pozwalającego na wyjście w morze. Na mocy rozejmu w Compiègne, kończącego I wojnę światową, okręty Kaiserliche Marine miały zostać rozbrojone i poddane kontroli sprzymierzonych. Na miejsce internowania wybrano kotwicowisko Royal Navy w Scapa Flow na Orkadach. W wyniku negocjacji pomiędzy przedstawicielami marynarek wojennych Wielkiej Brytanii i Niemiec ustalono listę internowanych okrętów. Znalazły się na niej także „Cöln” i „Dresden”. Pierwszy płynął w składzie poddającej się Hochseeflotte, ale w wyniku awarii skraplaczy część drogi przebył na holu, drugi z powodu złego stanu kadłuba dotarł do brytyjskiego portu 6 grudnia, z silnymi przeciekami.
Flota pozostawała zakładnikiem w czasie negocjacji, które zakończyły się traktatem wersalskim. W trakcie internowania Ludwig von Reuter coraz wyraźniej zdawał sobie sprawę, że powrót choćby części powierzonych mu okrętów do kraju jest niemożliwy. W związku z tym i w obliczu zbliżającego się dnia wygaśnięcia obowiązywania zawieszenia broni, niemiecki dowódca zdecydował się postąpić zgodnie z rozkazem cesarza, mówiącym, że żaden niemiecki okręt nie może się dostać w ręce wroga. Rankiem 21 czerwca brytyjska flota opuściła Scapa Flow, by przeprowadzić manewry. O 11:20 Reuter przekazał rozkaz do swoich jednostek. „Cöln” zatonął o 13:50. Ten sam los spotkał „Dresden”. Oba wraki, spoczywające na głębokości kilkudziesięciu metrów, są popularnymi obiektami wśród nurkujących.
Spośród nieukończonych jednostek, kadłub „Magdeburga” został sprzedany za kwotę 1 300 000 marek i złomowany w 1922 roku w Kilonii-Nordmole, zaś „Ersatz Cöln” oraz „Ersatz Emden” za 400 000 marek każdy i rozebrane w 1921 roku w Hamburgu.